# Vogais & Companhia
A Vogais & Companhia é uma pequena editora portuguesa, com sede no Estoril, Lisboa.